# Justus Lipsius
Justus Lipsius, eigenlijk Jodocus (of Joost) Lips (Overijse, 18 oktober 1547 – Leuven, 23 maart 1606), was een Zuid-Nederlandse humanist, filoloog en historiograaf.
Lipsius studeerde aan de katholieke Universiteit Leuven en doceerde in het lutherse Jena en in het calvinistische Leiden. Uiteindelijk koos hij tegen het geweld van de Tachtigjarige Oorlog en zou hij het voortduren van de Spaanse heerschappij over de Nederlanden verkieslijker achten dan langdurige oorlog en opstand. Daarom eindigde hij weer als docent in Leuven aan de "katholieke" kant. Zijn voornaamste werk is De Constantia (1584), waarmee hij het stoïcisme nieuw leven inblies; dit nieuw stoïcisme heet neostoïcisme.
Zoals onder humanisten de gewoonte was, latiniseerde Lips zijn Nederlandse naam. Ook zijn lijfspreuk Moribus antiquis (naar oude gewoonten), die hij voor het eerst gebruikte in 1570, getuigt van zijn bewondering voor het gedachtegoed van de klassieke oudheid.

## Levensloop

### Jeugdjaren

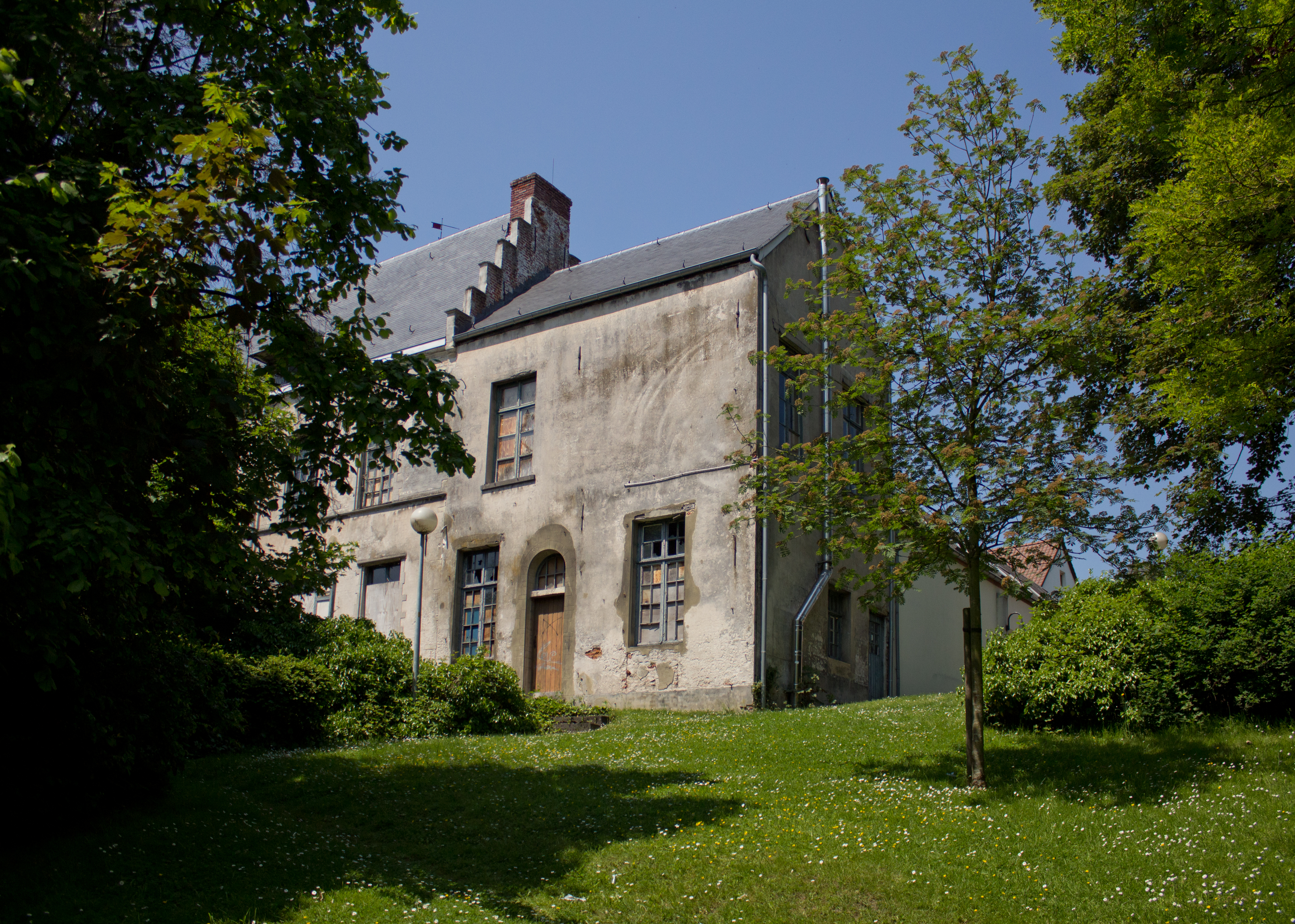
Het vervallen Justus Lipsiushuis in Overijse, 2013.

Lipsius werd geboren te Overijse in een katholiek gezin, dat behoorde tot een vooraanstaande patriciërsfamilie. Lipsius' vader Gillis was burger van Brussel en woonde oorspronkelijk in de omgeving van de Hoogstraat en de Kapellekerk. Van zijn ouders erfde hij een huis met erf te Overijse, nabij de parochiekerk, waar hij met zijn echtgenote Elisabeth Durieu zijn intrek nam. Daar zag Joost Lips het levenslicht. Het geboortehuis brandde echter af in 1548. Toen Gillis kort nadien meier van Overijse werd, liet hij een stenen huis bouwen. Lipsius herinnert zich dat hij als kleuter tijdens de bouw ooit van een stelling viel.

### Eerste opleiding
Omdat er in het landelijke dorp blijkbaar weinig te leren viel, keerde Gillis Lips met zijn zesjarige zoontje terug naar Brussel, waar deze van 1553 tot 1557 op het parochieschooltje van de Kapellekerk zijn eerste schoolse ervaringen opdeed. Algauw werd het begaafde kereltje doorgestuurd naar Aat, om er zich te verdiepen in de studie van het Latijn, de sleutel tot alle verdere kennis. Zijn verblijf in het Henegouwse stadje zou echter van korte duur zijn, want in 1559 reist hij voor verdere opleiding door naar Keulen, waar hij op 15-jarige leeftijd als novice intreedt in de Jezuïetenorde. Hij kreeg er vorming van onder andere Franciscus Costerus. Dat was mogelijk niet naar de zin van vader Gillis: hij roept zijn zoon spoedig terug. En zo vinden we Lipsius in 1564 aan de Leuvense Alma Mater: hij zal er zich verdiepen in de klassieke letteren en de rechten. Hij neemt een studentenkamer bij het echtpaar Hendrik en Anna Lottyns-Vande Calstere. Met de celibaatsverplichting moet de jonge jezuïet het in de universiteitsstad blijkbaar moeilijk hebben gehad, want enkele jaren later zal hij met zijn hospita (intussen weduwe) in het huwelijk treden (1573).

### Naar Rome
De banden met zijn jeugdjaren worden vrij abrupt gebroken als in 1565 zijn vader overlijdt en niet lang nadien ook zijn moeder. Wanneer kardinaal Granvelle hem de kans biedt om hem als secretaris naar Rome achterna te reizen, denkt Lipsius geen twee keer na: het klimaat in de Nederlandse gewesten is, na de aankomst van Alva en de executie van de graaf van Egmond en de graaf Horne in 1568 stilaan explosief geworden. Granvelle was in 1560 door koning Filips II aangesteld tot aartsbisschop van Mechelen en primaat van de Nederlanden. De kardinaal verdedigde op onbuigzame wijze de religieuze politiek van de koning, waardoor hij spoedig veel krediet verloor. Bij zijn installatie te Mechelen op 21 december 1561 bleven enkele hoge edelen uit protest afwezig. Reeds in 1563 moest Granvelle zich noodgedwongen uit de Lage Landen terugtrekken als gevolg van de toenemende agitatie, en weer twee jaar later stuurde Filips II hem naar Rome.
In de Eeuwige Stad verzorgt de 20-jarige Lipsius de (Latijnse) correspondentie van zijn werkgever Granvelle. Zo maakt hij kennis met het leven in het Vaticaan (dat dan in een crisis verkeert), maar ook met de Romeinse oudheid, de bibliotheken en het humanisme. Ook leerde hij in Rome de Haarlemmer Nicolaas de Vocht (Nicolaus Florentius) kennen en verkeerde hij in de kringen van Titiaan en de eveneens Zuid-Nederlandse Giambologna en Orlando di Lasso. Later zou Lipsius een collectie Latijnse inscripties uitgeven die hij in zijn Rome-tijd had verzameld en waar Florentius hem via briefcontacten mee had geholpen.

### Reizen
In 1570 is de rusteloze en kritische Lipsius alweer terug in Leuven, zij het voor korte tijd, want in het najaar van 1571 reist hij naar Wenen, in een vruchteloze poging om een baan te bemachtigen aan het hof van keizer Maximiliaan II. Eens te meer is zijn verblijf van korte duur. Via Leipzig reist hij, ten dele aangetrokken door de leer van Maarten Luther, verder naar Jena en gaat er - wellicht om in zijn levensonderhoud te kunnen voorzien - doceren aan de Universiteit. Hier ontvangt hij een bericht uit Overijse, dat de oprukkende Spaanse troepen zijn erfgoed aldaar hebben geplunderd. De Nederlandse Opstand dreigt een langdurige oorlog te worden. Eigenaardig detail: zijn kersverse echtgenote ("een zakelijke vrouw") is hem niet gevolgd naar het lutherse Jena.
Uiteindelijk belandt hij in 1574, nu mét zijn echtgenote, weer in het ouderlijke huis te Overijse. Wegens de voortdurende oorlogsdreiging moet hij echter kiezen voor de veilige beslotenheid van de Leuvense stadsmuren. Hij gaat in Leuven doceren, maar in het gespannen milieu van de Zuidelijke Nederlanden kan hij blijkbaar niet meer aarden. Nog vóór de plundering van Leuven door de troepen van Don Juan (begin februari 1578) is hij gevlucht naar vrijer en veiliger oorden, via Antwerpen naar de Noordelijke Nederlanden.

### Docent te Leiden

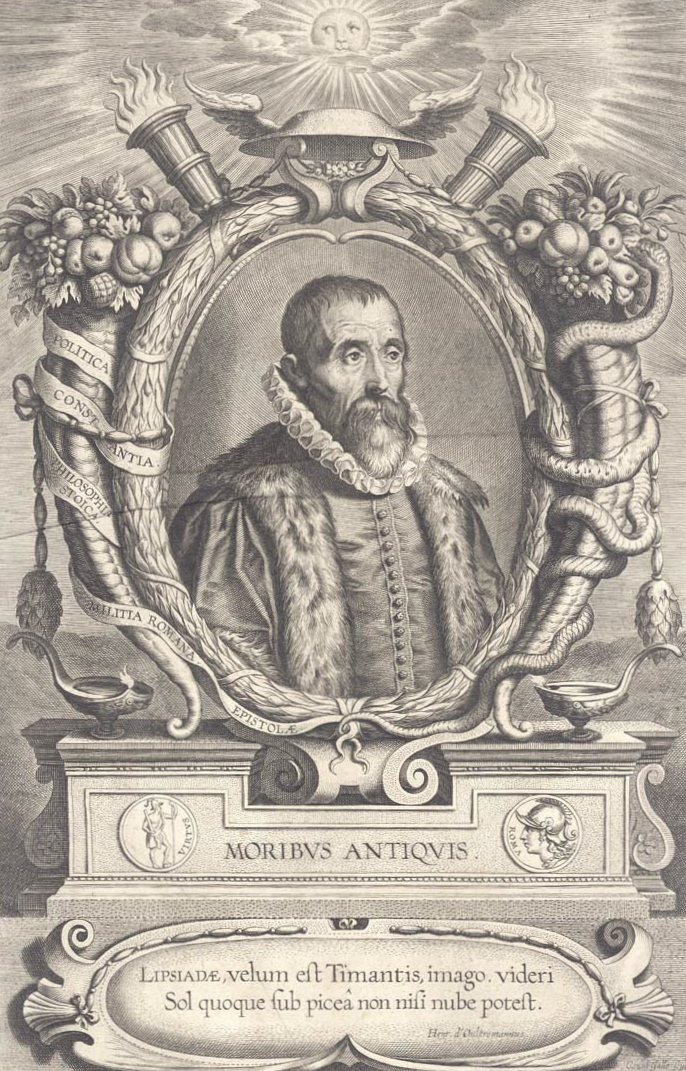
Justus Lipsius door Cornelis Galle I

In het door oorlog, belegering en hongersnood zwaar geteisterde Leiden heeft Willem van Oranje ter compensatie van het verlies van de toegang voor protestanten tot de belangrijke Leuvense Universiteit in de Nederlanden, in 1575 een nieuwe calvinistische Universiteit van Leiden gesticht. De vacante leerstoelen ziet hij graag bezet door prestigieuze geleerden, zeker als die op de vlucht zijn voor het katholieke Spaanse bewind in het zuiden. Ook Lipsius wordt met open armen - en een vorstelijk salaris - onthaald. Lipsius woonde aan de Breestraat 55. Een van zijn leerlingen die bij hem in huis woonde, was de jonge prins Maurits, zoon van Willem van Oranje. Lipsius was een strenge opvoeder die een strengheid als die in de Jezuïetenorde aan de dag legde. De studenten moesten om zes uur opstaan en dan de gehele dag met korte onderbreking voor ontbijt en een korte wandeling klassieke schrijvers als Tacitus, Suetonius en Seneca bestuderen. Ze werden verwacht citaten te noteren en ook eigen Latijnse gedichten te schrijven. Om negen uur 's avonds was het bedtijd. Via zijn vriend Janus Dousa, bibliothecaris van de universiteitsbibliotheek en Huygens kwam Lipsius' bibliotheek in het bezit van de Leidse universiteitsbibliotheek. Zijn boeken werden gedrukt door Plantijn, die eveneens aan de Breestraat woonde. 
In de dertien volgende jaren - naar eigen zeggen de vruchtbaarste en gelukkigste periode van zijn leven - ervaart Lipsius eindelijk de roem en waardering die hij zocht. Viermaal wordt hij tot rector magnificus van de Leidse Universiteit verkozen. Talrijke publicaties zijn de vrucht van zijn wetenschappelijke arbeid, met op kop De Constantia, zijn meesterwerk. Vooral de Romeinse historicus Tacitus en de Stoïcijnse filosofen werden zijn specialisatie. Gedurende deze jaren hield Lipsius zich ook bezig met een reeks studies over de Romeinse stadioncultuur in de Oudheid. Werken zoals Saturnalia (1582, bij drukkerij Plantijn in Antwerpen verschenen) over gladiatorenspelen en de nooit afgemaakte studies De venatione (over jachtpartijen en dierengevechten) en De circo (over wagenrennen in het Circus Maximus) maakten hier deel van uit. Ook het in 1584 verschenen De amphitheatro (Over het amfitheater) past binnen deze serie. In 1585 publiceerde drukkerij Plantijn zijn Opera omnia (verzamelde werken).

### Terug naar het Zuiden
Maar het koude, mistige klimaat van het noorden ondermijnt langzaam de zwakke gezondheid van de geleerde professor. Religieus geïnspireerde woordenwisselingen met collegae naar aanleiding van een van zijn publicaties, maar ook heimwee brengen hem op de gedachte weer naar zijn geboortestreek te verhuizen. Ondanks het tegenadvies van zijn Leidse vrienden vertrekt hij toch. Om aan het waakzame oog van de Inquisitie te ontsnappen reist hij wel langs een omweg via Duitsland terug naar het Zuiden. Hier is hij ook met Pasen 1591. Duitse jezuïeten, oude bekenden van Lipsius, "verzoenen" hem dan weer met de Rooms-Katholieke Kerk. Het is onduidelijk wat de motivaties van Lipsius zijn: er wordt gezegd dat hij innerlijk nooit het calvinisme omarmd heeft, maar ook dat hij wellicht onder schaamte voor zijn vroegere vermeend losbandig jeugdig leven, een uitweg zocht. Ten prooi gevallen aan een zware depressie volgt hij eerst nog een gezondheidskuur te Spa. Zijn naaste familieleden zijn gedecimeerd: zijn enige zuster Maria overleed in 1583 en haar man Cornelius Back werd in 1587 door struikrovers in het Zoniënwoud overvallen en vermoord; hun zoon Jan Baptist Back nam dienst bij de Brusselse militie, tegen Lipsius' wil, en kwam gewelddadig om het leven tijdens de militaire dienst. Enkel zijn nichtje Françoise Back is nog in leven: zij zal trouwen in april 1592, kort voor Lipsius' terugkeer in de Nederlanden.

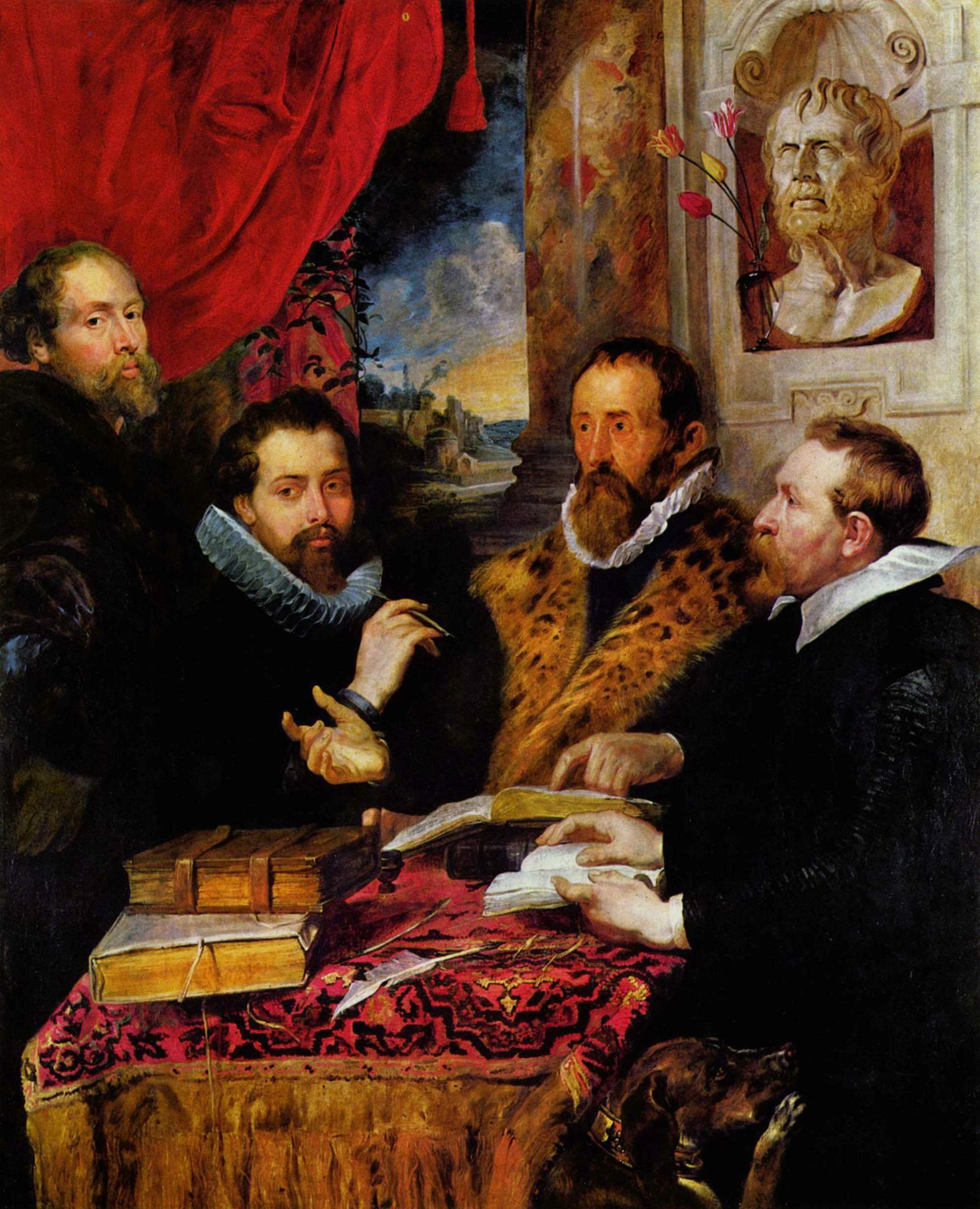
De vier filosofen door Peter Paul Rubens, 1611. Van links: Peter Paul Rubens, Philip Rubens, Justus Lipsius en Jan van der Wouwere

### Docent te Leuven
Door voorspraak van de jezuïeten en enkele hoogwaardigheidsbekleders mag hij opnieuw een leerstoel te Leuven bezetten. Zijn "trouwe honden" zullen hem steeds vergezellen, ook tijdens de colleges. Als professor houdt hij er een ongewone, haast modern ogende, onderwijsmethode op na: hij draagt zijn studenten op een florilegium of rapiarium, een soort databank aan te leggen met illustere gedachten en zinswendingen die hun tijdens de lectuur van de klassieken zijn opgevallen, om ze later nog te kunnen gebruiken. Ook de persoonlijke begeleiding van zijn leerlingen neemt hij ter harte: hij ontfermt zich telkens over een groepje van een zevental studenten die bij hem thuis inwoonden, voornamelijk in de periode tussen 1595 tot 1601. Het betreft hier vooral zonen van invloedrijke vrienden die Lipsius nadrukkelijk om deze gunst hadden verzocht. Ook Jean Richardot, voorzitter van de Geheime Raad, liet zijn zonen Guillaume en Antoine bij hem studeren onder begeleiding van hun privéleraar Philip Rubens, de broer van de schilder Peter Paul Rubens. De Antwerpse schepen Jan van der Wouwer was tevens een student van hem in deze jaren.
Justus Lipsius vatte een grote sympathie op voor Philip Rubens en zou er later voor ijveren dat Philip hem zou opvolgen op zijn leerstoel, maar deze gaf er de voorkeur aan in Italië verder te studeren. De aanwezigheid van zoveel jeugdig bloed leidde mogelijk tot huiselijke spanningen. In zijn correspondentie beklaagt Lipsius zich herhaaldelijk over het feit dat hij geen rust meer vindt in zijn eigen huis, en dat met name zijn vrouw Anna zich ergerde aan al dat jeugdige geweld. De gewezen hospita vertikte het in elk geval alleen verantwoordelijkheid te dragen voor de jonge huisgenoten, zodat haar echtgenoot zijn reisplannen wel kon opbergen. Intussen is Lipsius hét paradepaard van de Leuvense universiteit geworden - en eveneens als voorbeeld van het succes van de Contrareformatie in de Zuidelijke Nederlanden.

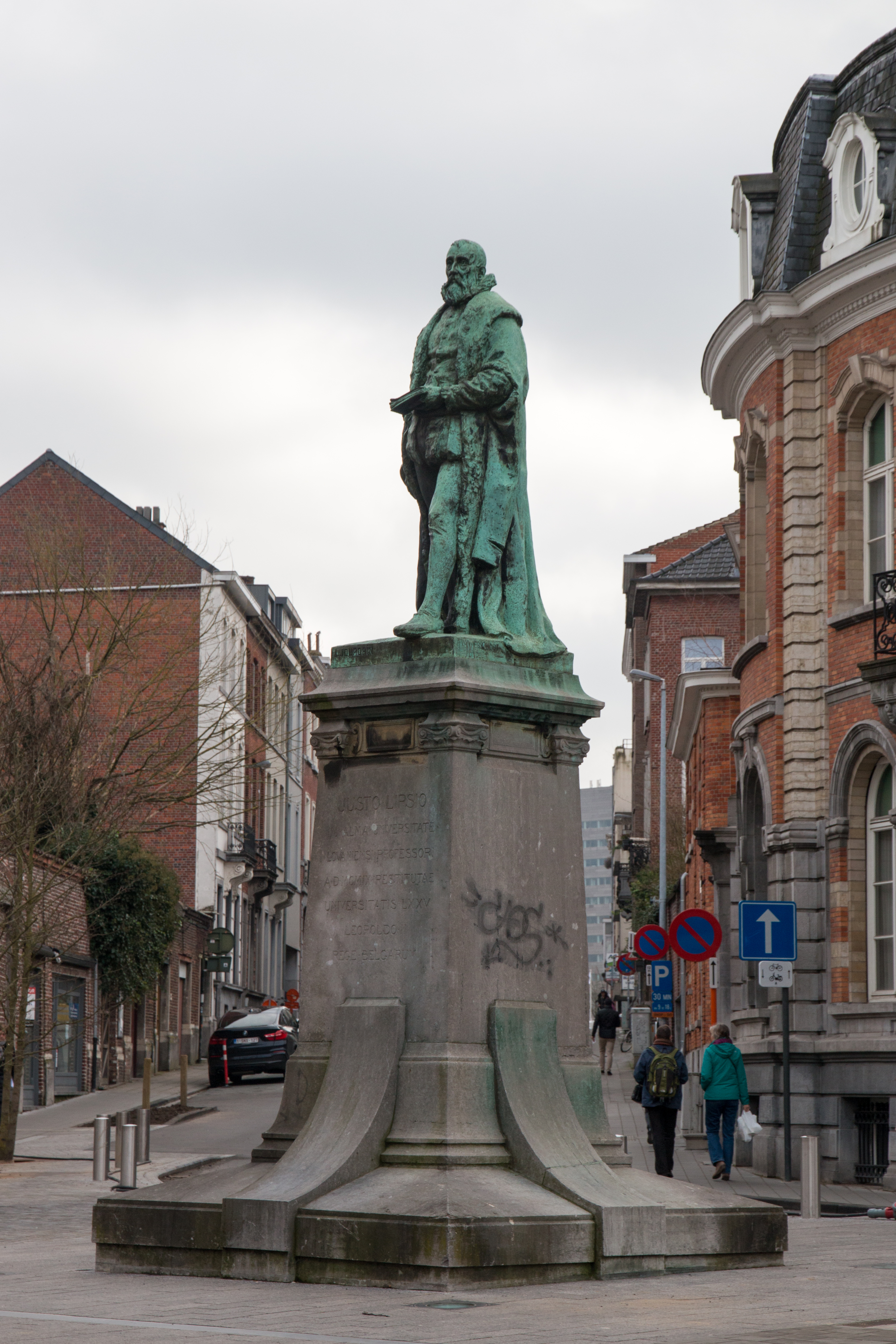
Standbeeld van Justus Lipsius te Leuven.

Zo groot is zijn faam, dat koning Filips II hem beloont met loonsverhoging en de erefunctie van officiële geschiedschrijver (eind 1595) en dat de aartshertogen Albrecht en Isabella, daags na hun Blijde Inkomst in Leuven, een les van hem komen bijwonen (november 1599). Met opzet stuurt hij het lesonderwerp in de richting van zijn stokpaardje: Seneca en de Stoïcijnse filosofie. Hij leest een passage voor waar de deugd van vergevingsgezindheid geprezen wordt, omdat zij de mens verheft tot de hoogte der goden: de groten kunnen hun vijanden overwinnen louter door het goede dat hun daden uitstralen. Probeert hij op zijn manier het nieuwe vorstenpaar een lesje in soberheid en menslievendheid bij te brengen? Het hof verlaat alleszins de aula in eerbiedige stilte. Nog dezelfde avond krijgen driehonderd arrestanten hun vrijheid terug.

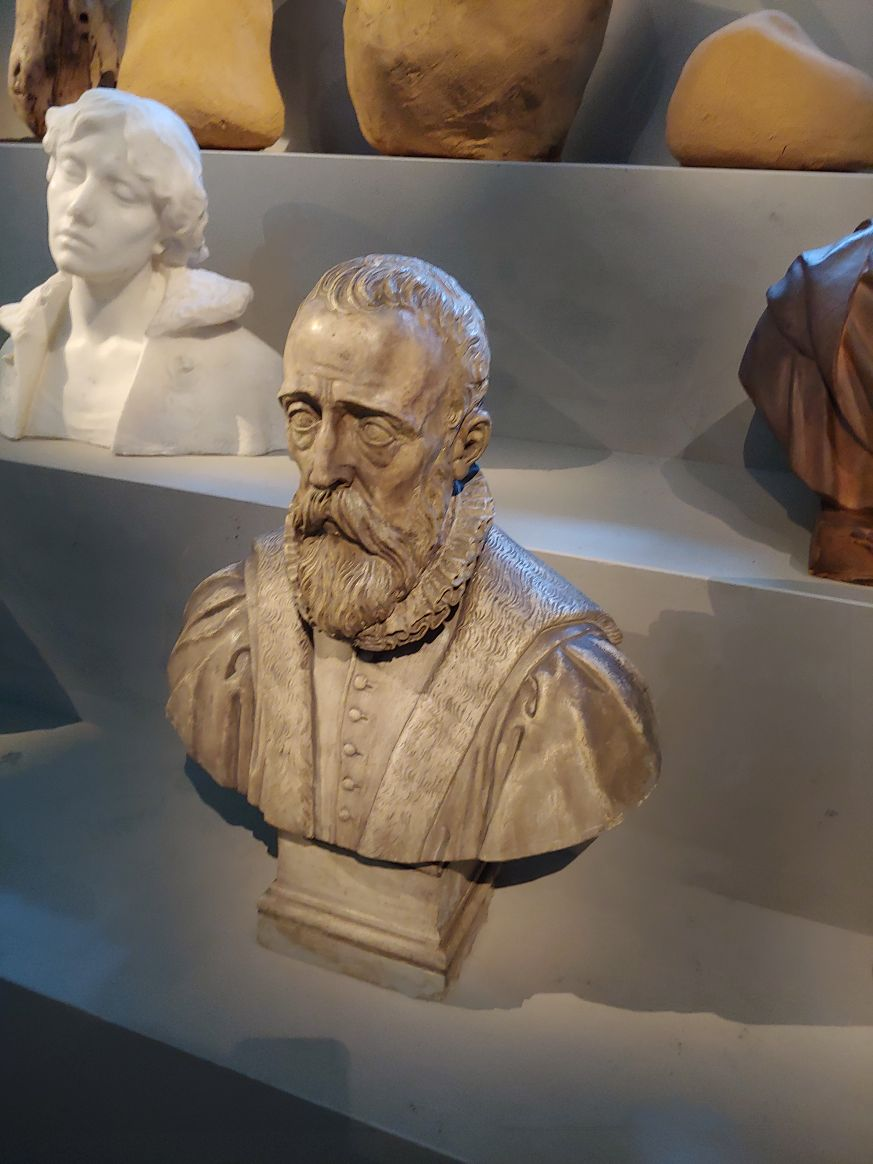
Buste van Justus Lipsius in het M-museum.

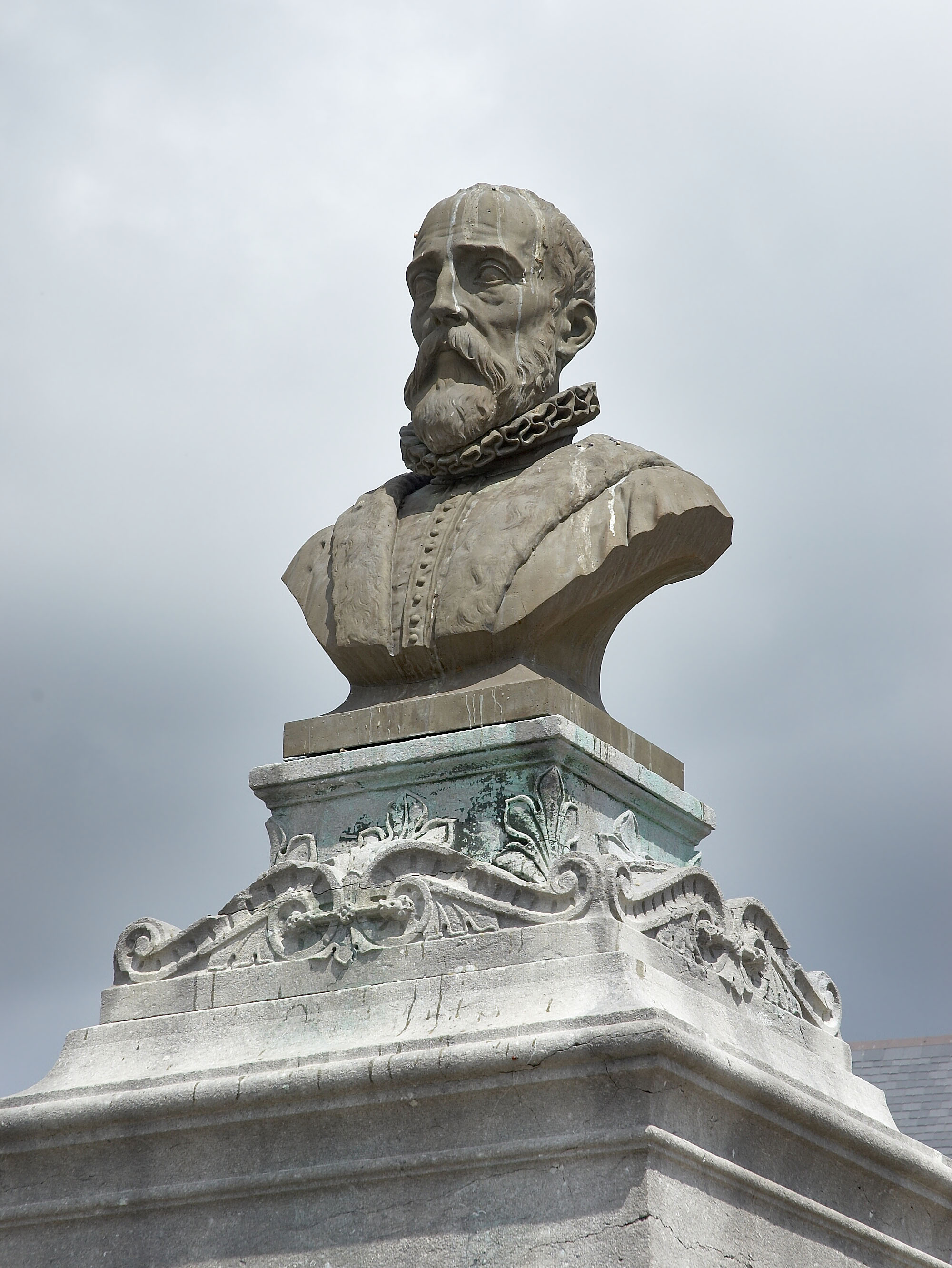
Buste van Justus Lipsius in Overijse. Gemaakt door de beeldhouwer Edouard François Marchant in 1853.

### De laatste jaren
Met zijn labiele gezondheid gaat het niet goed, en zo komt hij in 1601, ondanks zijn drukke bezigheden, uiteindelijk ook op bedevaart in Halle terecht. Onmiddellijk raakt hij in de ban van het verleden van dit populaire bedevaartsoord: wat hij hoort en ziet maakt op hem een diepe indruk. De belegering door Olivier van den Tympel en de wonderbare redding van Halle in 1580 ligt nog vers in het geheugen en heeft de roem van het stadje nog vergroot. Albrecht en Isabella brachten er een bezoek op 31 augustus 1599. Pastoor-deken Judocus Bouwens, zelf op voorspraak van de Leuvense Universiteit aangesteld, zorgde nog voor de erkenning van een tiental recente mirakels. Ondanks de onrust in het land kan men stellen dat de katholieke bedevaarders naar Halle blijven toestromen.
Bij Lipsius rijpt de gedachte een boek te schrijven over de wonderbare gebeurtenissen in het (toen nog) Henegouwse stadje. Hij krijgt daarbij de steun van contactpersonen, die hem toegang tot en inzage in belangrijk bronnenmateriaal verschaffen. Wanneer zijn traktaat onder de titel Diva Virgo Hallensis ("Onze-Lieve-Vrouw van Halle") in 1604 bij Plantijn verschijnt, wordt het in de Spaanse Nederlanden goed ontvangen, maar in Duitsland en de Noordelijke Nederlanden is men heel wat minder enthousiast. Lang heeft hij er blijkbaar niet aan gewerkt: naar eigen zeggen nog geen tien volle dagen. Dat is er zeker aan te zien, want stilistisch noch inhoudelijk is de Diva Virgo een hoogvlieger. Hoe dan ook, met dit boek werd Lipsius de eerste geschiedschrijver van Halle. Na de mirakelen van Onze-Lieve-Vrouw van Halle zouden overigens ook nog die van Onze-Lieve-Vrouw van Scherpenheuvel aan de beurt komen (in 1605). Toch zal deze vrome arbeid de zwaar zieke Lipsius geen verlenging van aards leven brengen, want in de nacht van 23 op 24 maart 1606 overlijdt hij in zijn huis te Leuven. Een getuige weet te vertellen hoe Lipsius enkele dagen voor zijn dood nog druk bezig was een strijdschrift van een tegenstander te lezen, gericht tegen hem en zijn Mariale publicaties. Begraven wordt hij in de Leuvense Minderbroederskerk. De kleinzoon van zijn zuster Maria, een jongen van dertien, erft zijn rijke bibliotheek. Zijn echtgenote Anna Vande Calster zou hem nog dertien jaar overleven: zij overlijdt op 11 september 1619 en wordt bijgezet naast haar man in hetzelfde graf.

### Epiloog
Vele vragen blijven onbeantwoord. Sommige auteurs vragen: is zijn devotie tot Onze-Lieve-Vrouw oprecht geweest? Hoe is het mogelijk dat de kritische Lipsius, met zijn losbandige en later protestantse verleden weer spontaan katholiek is geworden? In welke mate vond hij godsdienst belangrijker dan zijn affiniteit met de stoïcijnse filosofie? Was het zijn bedoeling met beide werkjes over de Mariaverering de autoriteiten - met name Albrecht en Isabella - het uitdrukkelijke bewijs te leveren van zijn rechtgeaarde katholieke overtuiging, om bij hen op een goed blaadje te komen? Vooral de Mariaverering was een doorn in het oog van de protestanten en de beeldenstormers geweest. Ongetwijfeld heeft Lipsius de bijzondere devotie van de aartshertogen tot Onze-Lieve-Vrouw gemerkt: onder invloed van het ideeëngoed van het Concilie van Trente en gesteund door de jezuïeten voerden zij een kerkpolitiek om de aloude Mariaverering in de Zuidelijke Nederlanden te bevorderen. Meer dan eens stelden zij voor een goede afloop van hun militaire ondernemingen in Maria, de Moeder van God, hun vertrouwen. Zo nog recent bij het Beleg van Oostende (1601-1604), dat voor hen gelukkig afliep, waarna zij besloten uit dankbaarheid Scherpenheuvel in te richten als een stad voor Maria, inclusief de plannen voor een nagelnieuwe bedevaartkerk.
Of wilde Lipsius, in het aanschijn van de dood, met zijn Schepper in het reine komen? Misschien is zijn neiging om iets goed te maken wel kenmerkend voor de depressie waaraan hij leed. In zijn voorwoord tot de lezer verklaart Lipsius onomwonden dat hij reeds in zijn prille jeugd Onze-Lieve-Vrouw tot zijn schutsvrouw (patrones) en leidsvrouwe verkoos. Zijn latere katholieke devotie kan ook een terugkeer of vlucht naar zijn eigen jeugdjaren vormen - in die tijd waren het katholieke christelijke geloof en de verering van Maria bij de bevolking van de Zuidelijke, en delen van de Noordelijke Nederlanden nog een vanzelfsprekendheid.
Overigens ging in 1590 reeds de katholiek geboren, humanistische denker Dirck Volkertsz. Coornhert tegen Lipsius' verdediging van de Spaanse religieuze politiek in, in het traktaat Proces van 't ketterdooden.

## Wetenswaardigheden
- Het hoofdgebouw van de faculteit Geesteswetenschappen (tot dec. 2008 faculteit Letteren) van de universiteit Leiden is vernoemd naar Lipsius.
- De studievereniging van de master Encyclopedie en Filosofie van het Recht te Leiden is eveneens naar Lipsius vernoemd.
- Het gebouw waarin sinds 1995 het hoofdkwartier van de Raad van de Europese Unie is ondergebracht werd eveneens naar Justus Lipsius genoemd. Dit "Justus Lipsiusgebouw" ligt in het hart van de Europese wijk rond het Brusselse Schumanplein.
- In het geboortehuis van Justus Lipsius is tegenwoordig de Academie voor Podiumkunsten van Overijse (APKO) gevestigd.
- De Minderbroederskerk in Leuven waar Lipsius werd begraven werd in 1803 gesloopt. In 1868 werd bij funderingswerken op het terrein Lipsius' grafsteen teruggevonden. Zijn stoffelijk overschot werd vervolgens naar de Sint-Kwintenskerk overgebracht. Een dijbeen werd echter door een arbeider meegenomen en later in het Justus Lipsiuscollege bewaard.[2]

## Galerij

Portret van Justus Lipsius/
Portret van Justus Lipsius.
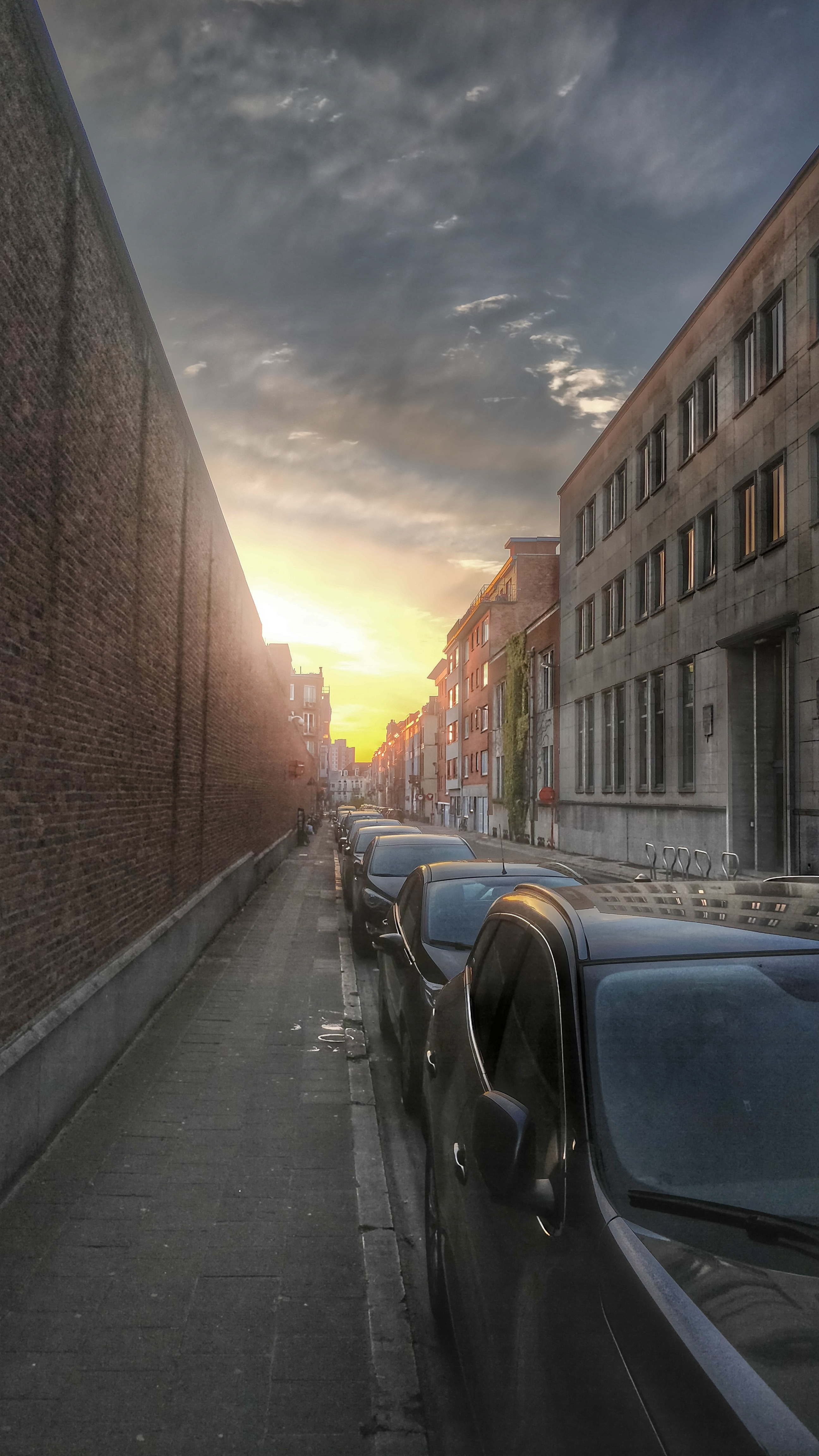
De Justus Lipsiusstraat te Leuven.
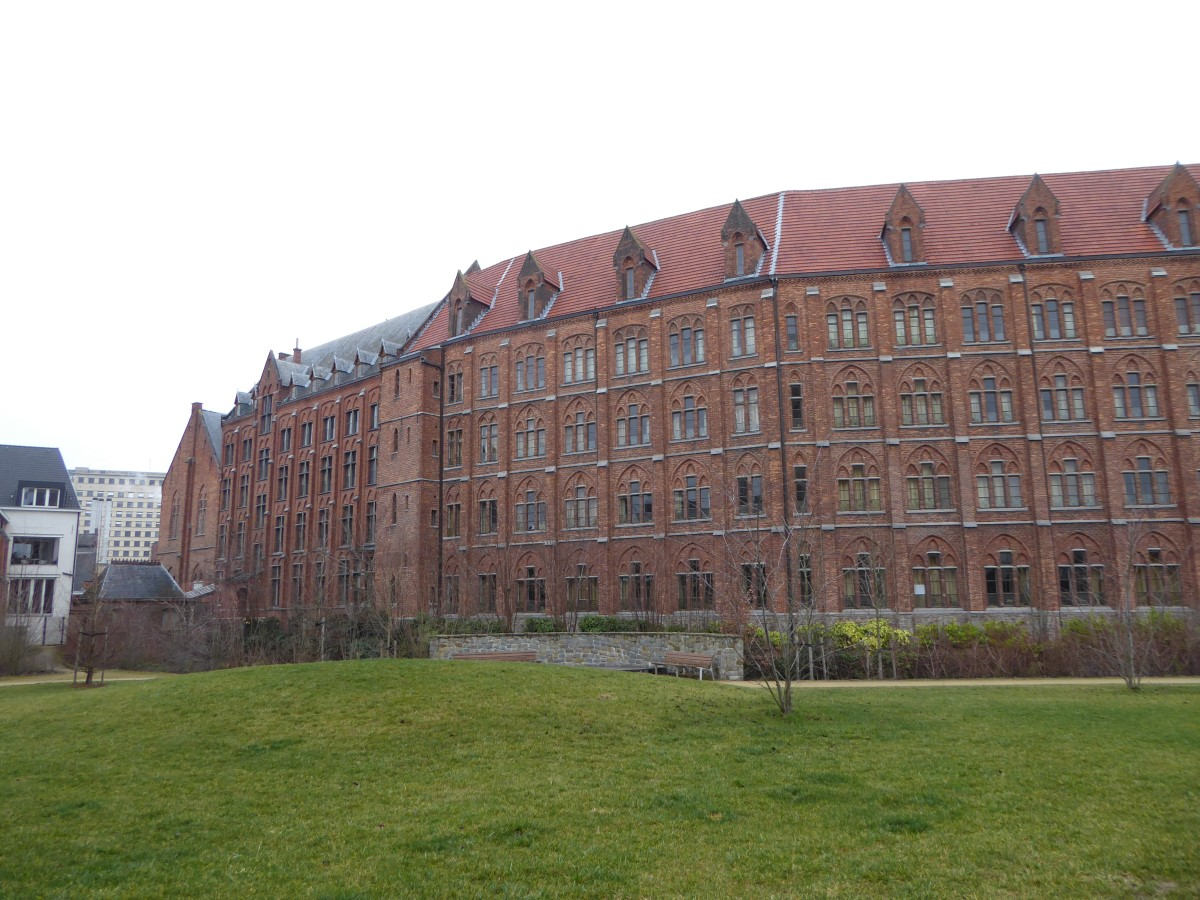
Justus Lipsiuscollege.
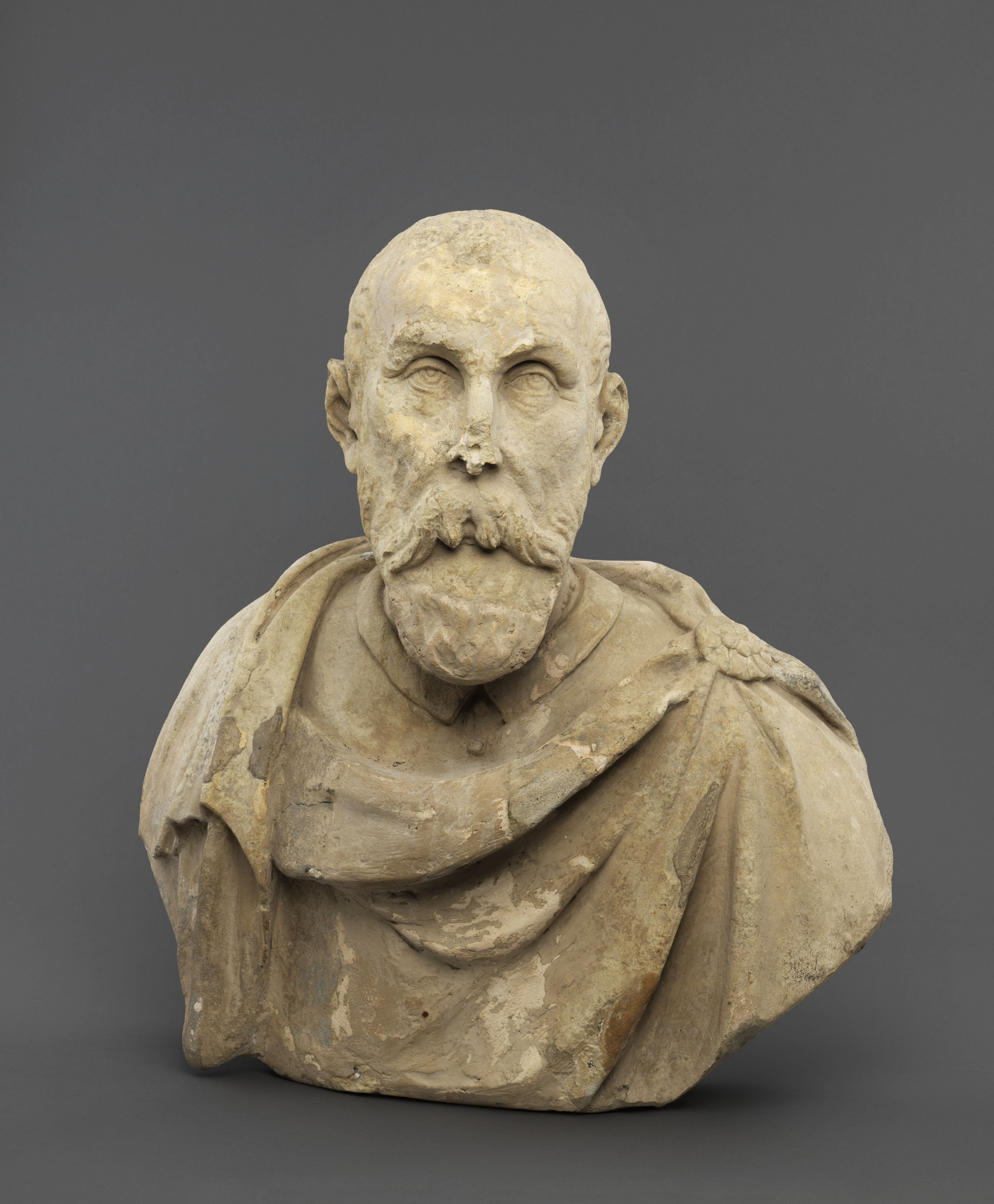
Een buste van Justus Lipsius.
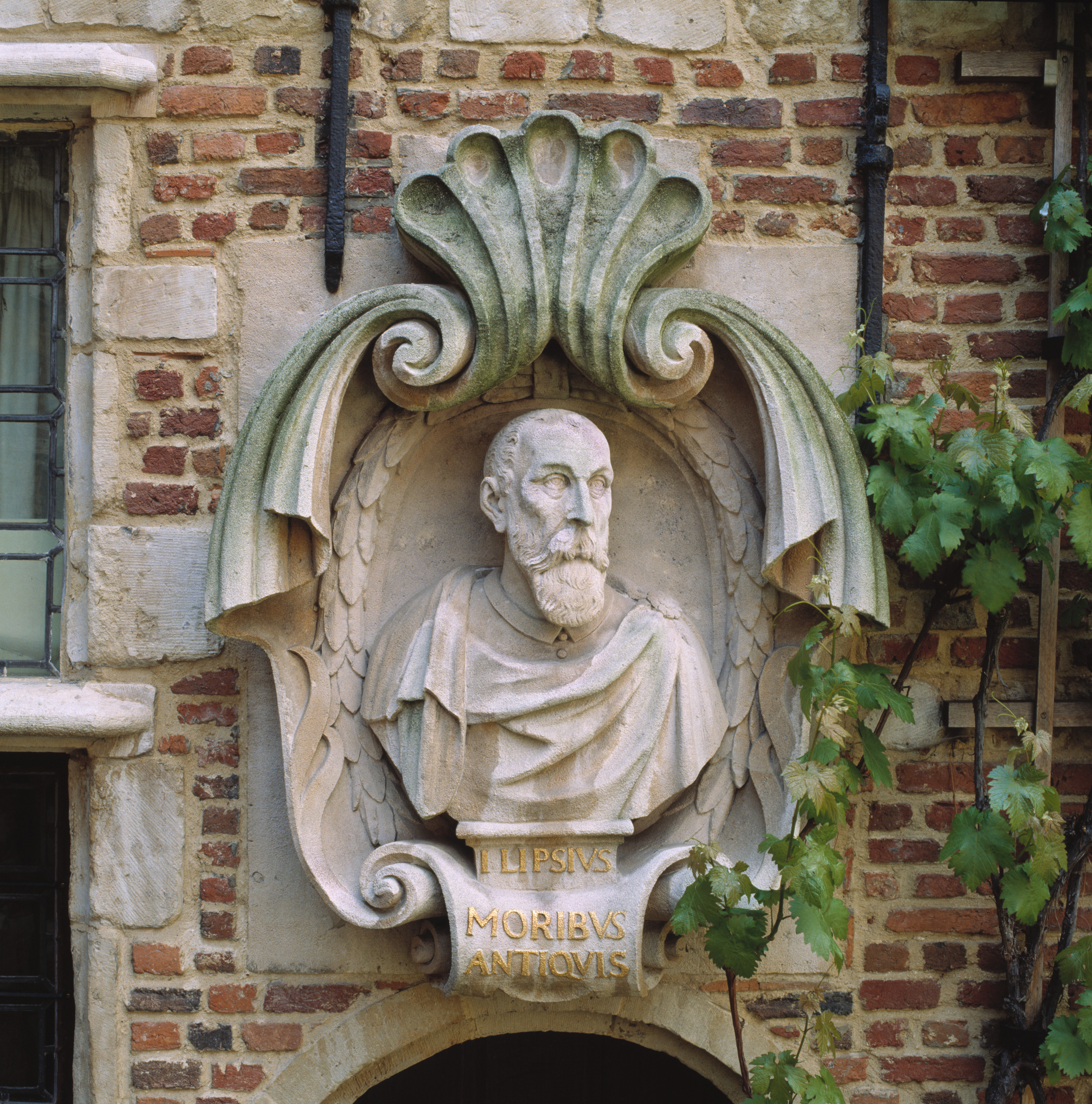
Buste van Justus Lipsius bij het Museum Plantin-Moretus.

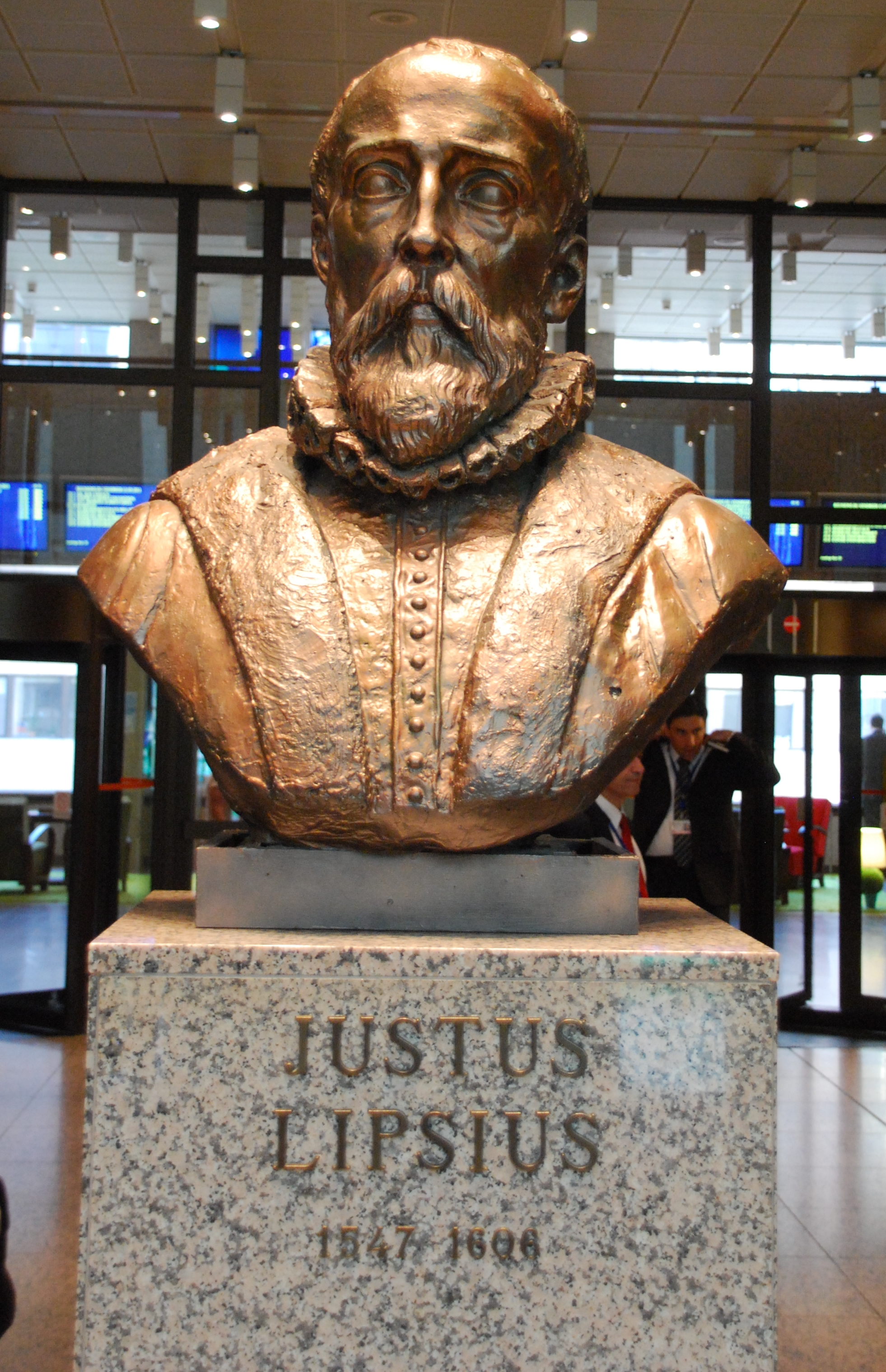
Justus Lipsiusbuste in het Justus Lipsiusgebouw.

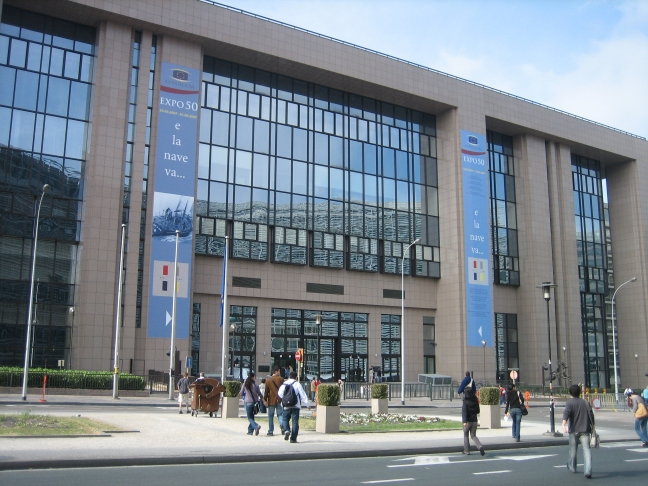
Het Justus Lipsiusgebouw.

## Werken

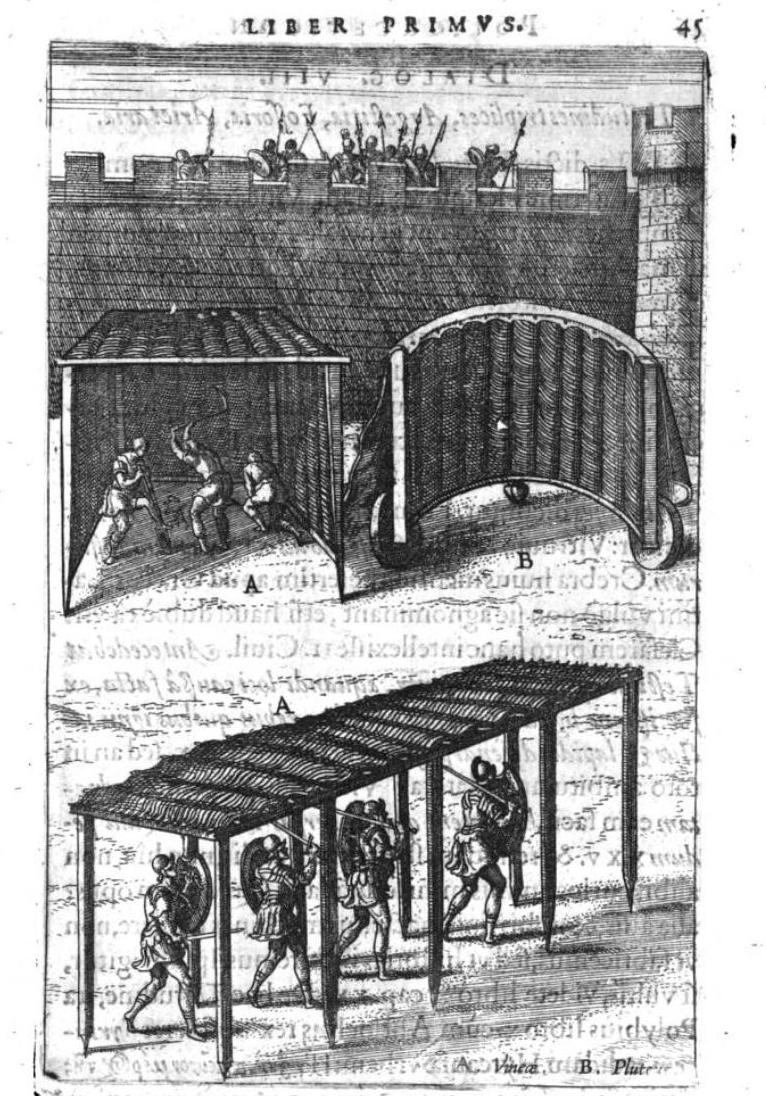
Twee vineae, Romeinse horizontale schutdaken op palen (A), en een pluteus (B), een Romeins vertikaal hier gebogen scherm. Uit het boek van Justus Lipsius: Poliorceticon sive De machinis tormentis telis. Libri quique (1596).

- De Constantia Libri Duo, Qui alloquium praecipue continent in Publicis malis (Antwerpen: Plantijn, 1584)
- Politicorum sive Civilis Doctrinae Libri Sex (Leiden: Plantijn, 1589)
- Poliorceticon sive De machinis tormentis telis. Libri quique (1596).
- Manuductionis ad Stoicam Philosophiam Libri Tres, L. Annaeo Senecae, aliisque scriptoribus illustrandis (Antwerpen: Plantijn-Moretus, 1604)
- Annaei Senecae Philosophi Opera, Quae Existant Omnia, A Iusto Lipsio emendata, et Scholiis illustrata (Antwerpen: Plantijn-Moretus, 1605)
- Diva Virgo Hallensis (Antwerpen: Plantijn-Moretus, 1605)
- Lovanium sive Opidi et Academiae eius descriptio (Antwerpen: Plantijn-Moretus, 1605)

## Correspondentie
De briefwisseling van Lipsius krijgt sinds 1978 een kritische editie in de reeks Iusti Lipsi Epistolae.